# پنجمین جشنواره فیلم یوکوهاما
پنجمین جشنوارهٔ فیلم یوکوهاما (به ژاپنی: 第1回ヨコハマ映画祭) پنجمین دورهٔ جشنواره فیلم یوکوهاما است که در تاریخ ۲۹ ژانویه ۱۹۸۴ میلادی در شهر یوکوهاما، استان کاناگاوا کشور ژاپن برگزار شد.

## جوایز
- بهترین فیلم: The Family Game[۲]
- بهترین بازیگر نقش اول مرد: یوساکو ماتسودا – The Family Game
- بهترین بازیگر نقش اول زن: Eiko Nagashima – Ryuji
- بهترین بازیگر جدید زن:
  - Yukari Usami – Miyuki
  - تومویو هارادا – Toki o kakeru shōjo
- بهترین بازیگر نقش مکمل مرد: جوزو ایتامی – The Family Game, The Makioka Sisters
- بهترین بازیگر نقش مکمل زن: میساکو تاناکا – Ushimitsu no mura
- بهترین کارگردان: یوشی‌میتسو موریتا – The Family Game
- بهترین فیلمنامه: یوشی‌میتسو موریتا – The Family Game
- بهترین فیلمبرداری: Yonezo Maeda – The Family Game
- بهترین فیلم مستقل: Ryuji
- جایزهٔ ویژهٔ هیئت داوران: Shōji Kaneko – For his talent.
- جایزهٔ ویژه:
  - کودوکاوا کاروکی (Career)
  - Yoichi Maeda (Career)